# لوس لوناس (نيومكسيكو)
لوس لوناس (بالإنجليزية: Los Lunas)‏ هي إحدى مدن ولاية نيومكسيكو في الولايات المتحدة الأمريكية.

## التركيبة السكانية
حدّد مكتب تعداد الولايات المتحدة بيانات التركيبة السكانية للوس لوناس في تعداد الولايات المتحدة. في ما يلي، التركيبة السكانية حسب تعدادي 2000 و2010.

### تعداد عام 2000
بلغ عدد سكان لوس لوناس 10,034 نسمة بحسب تعداد عام 2000، وبلغ عدد الأسر 3,601 أسرة وعدد العائلات 2,691 عائلة مقيمة في القرية. في حين سجلت الكثافة السكانية 206.8 نسمة لكل كيلومتر مربع (535.6/ميل2). وبلغ عدد الوحدات السكنية 3,845 وحدة بمتوسط كثافة قدره 79.2 لكل كيلومتر مربع (205.1/ميل2).
وتوزع التركيب العرقي للقرية بنسبة 64.14% من البيض و1.16% من الأمريكيين الأفارقة و2.62% من الأمريكيين الأصليين و0.50% من الأمريكيين ذوي الأصول الآسيوية و0.06% من سكان جزر المحيط الهادئ و27.63% من الأعراق الأخرى و3.90% من عرقين مختلطين أو أكثر و58.74% من الهسبانيون أو اللاتينيون من أي عرق.
بلغ عدد الأسر 3,601 أسرة كانت نسبة 45.8% منها لديها أطفال تحت سن الثامنة عشر تعيش معهم، وبلغت نسبة الأزواج القاطنين مع بعضهم البعض 51.8% من أصل المجموع الكلي للأسر، ونسبة 16.8% من الأسر كان لديها معيلات من الإناث دون وجود شريك،  بينما كانت نسبة 6.1% من الأسر لديها معيلون من الذكور دون وجود شريكة وكانت نسبة 25.3% من غير العائلات. تألفت نسبة 20.7% من أصل جميع الأسر من عدة أفراد يعيشون في نفس المنزل ونسبة 5.8% كانت تتألف من شخص يعيش بمفرده يبلغ من العمر 65 عاماً أو أكثر. وبلغ متوسط حجم الأسرة المعيشية 2.75، أما متوسط حجم العائلات فبلغ 3.16.
بلغ العمر الوسطي للسكان 31.8 عاماً. وكانت نسبة 31% من القاطنين تحت سن الثامنة عشر، وكانت نسبة 9.3% بين الثامنة عشر والرابعة والعشرين عاماً، ونسبة 29.6% كانت واقعةً في الفئة العمرية ما بين الخامسة والعشرين والرابعة والأربعين عاماً، ونسبة 20.1% كانت ما بين الخامسة والأربعين والرابعة والستين، ونسبة 8.9% كانت ضمن فئة الخامسة والستين عاماً فما فوق. يوجد لكل 100 أنثى 93.0 ذكر، ويوجد لكل 100 أنثى في الثامنة عشر من عمرها فما فوق 87.8 ذكر.
بلغ متوسط دخل الأسرة في القرية 36,240 دولارًا، أما متوسط دخل العائلة فبلغ 37,255 دولارًا. وكان متوسط دخل الذكور 30,664 دولارًا مقابل 22,437 دولارًا للإناث. وسجل دخل الفرد الخاص بالقرية 14,692 دولارًا. وكانت نسبة 11.6% من العائلات ونسبة 13.5% من السكان تحت خط الفقر، وكان من هؤلاء نسبة 19.5% تحت سن الثامنة عشر ونسبة 7.3% في الخامسة والستين من العمر وما فوق.

### تعداد عام 2010
بلغ عدد سكان لوس لوناس 14,835 نسمة بحسب تعداد عام 2010، وبلغ عدد الأسر 5,463 أسرة وعدد العائلات 3,969 عائلة مقيمة في القرية. في حين سجلت الكثافة السكانية 305.8 نسمة لكل كيلومتر مربع (792.0/ميل2). وبلغ عدد الوحدات السكنية 5,916 وحدة بمتوسط كثافة قدره 121.9 لكل كيلومتر مربع (315.7/ميل2).
وتوزع التركيب العرقي للقرية بنسبة 72.13% من البيض و1.98% من الأمريكيين الأفارقة و2.51% من الأمريكيين الأصليين و0.82% من الأمريكيين ذوي الأصول الآسيوية و0.12% من سكان جزر المحيط الهادئ و18.21% من الأعراق الأخرى و4.24% من عرقين مختلطين أو أكثر و57.92% من الهسبانيون أو اللاتينيون من أي عرق.
بلغ عدد الأسر 5,463 أسرة كانت نسبة 39.1% منها لديها أطفال تحت سن الثامنة عشر تعيش معهم، وبلغت نسبة الأزواج القاطنين مع بعضهم البعض 50.5% من أصل المجموع الكلي للأسر، ونسبة 15.7% من الأسر كان لديها معيلات من الإناث دون وجود شريك،  بينما كانت نسبة 6.4% من الأسر لديها معيلون من الذكور دون وجود شريكة وكانت نسبة 27.3% من غير العائلات. تألفت نسبة 22.4% من أصل جميع الأسر من عدة أفراد يعيشون في نفس المنزل ونسبة 7.1% كانت تتألف من شخص يعيش بمفرده يبلغ من العمر 65 عاماً أو أكثر. وبلغ متوسط حجم الأسرة المعيشية 2.69، أما متوسط حجم العائلات فبلغ 3.14.
بلغ العمر الوسطي للسكان 34.7 عاماً. وكانت نسبة 27.7% من القاطنين تحت سن الثامنة عشر، وكانت نسبة 9% بين الثامنة عشر والرابعة والعشرين عاماً، ونسبة 26.7% كانت واقعةً في الفئة العمرية ما بين الخامسة والعشرين والرابعة والأربعين عاماً، ونسبة 25.5% كانت ما بين الخامسة والأربعين والرابعة والستين، ونسبة 11.1% كانت ضمن فئة الخامسة والستين عاماً فما فوق. وتوزع التركيب الجنسي للسكان بنسبة 49.1% ذكور و50.9% إناث.

## المناخ
يظهر الجدول التالي التغييرات المناخية على مدار السنة للوس لوناس:
| البيانات المناخية لـلوس لوناس     | البيانات المناخية لـلوس لوناس | البيانات المناخية لـلوس لوناس | البيانات المناخية لـلوس لوناس | البيانات المناخية لـلوس لوناس | البيانات المناخية لـلوس لوناس | البيانات المناخية لـلوس لوناس | البيانات المناخية لـلوس لوناس | البيانات المناخية لـلوس لوناس | البيانات المناخية لـلوس لوناس | البيانات المناخية لـلوس لوناس | البيانات المناخية لـلوس لوناس | البيانات المناخية لـلوس لوناس | البيانات المناخية لـلوس لوناس |
| الشهر                             | يناير                         | فبراير                        | مارس                          | أبريل                         | مايو                          | يونيو                         | يوليو                         | أغسطس                         | سبتمبر                        | أكتوبر                        | نوفمبر                        | ديسمبر                        | المعدل السنوي                 |
| --------------------------------- | ----------------------------- | ----------------------------- | ----------------------------- | ----------------------------- | ----------------------------- | ----------------------------- | ----------------------------- | ----------------------------- | ----------------------------- | ----------------------------- | ----------------------------- | ----------------------------- | ----------------------------- |
| متوسط درجة الحرارة الكبرى °ف (°م) | 52.6 (11.4)                   | 58.9 (14.9)                   | 66.3 (19.1)                   | 74.3 (23.5)                   | 83.0 (28.3)                   | 92.0 (33.3)                   | 94.0 (34.4)                   | 91.5 (33.1)                   | 85.7 (29.8)                   | 74.6 (23.7)                   | 61.9 (16.6)                   | 51.7 (10.9)                   | 73.9 (23.3)                   |
| متوسط درجة الحرارة الصغرى °ف (°م) | 18.5 (−7.5)                   | 22.8 (−5.1)                   | 29.4 (−1.4)                   | 36.5 (2.5)                    | 45.9 (7.7)                    | 54.1 (12.3)                   | 60.6 (15.9)                   | 59.4 (15.2)                   | 50.6 (10.3)                   | 37.9 (3.3)                    | 26.0 (−3.3)                   | 18.9 (−7.3)                   | 38.4 (3.6)                    |
| الهطول إنش (مم)                   | 0.45 (11)                     | 0.43 (11)                     | 0.62 (16)                     | 0.60 (15)                     | 0.56 (14)                     | 0.60 (15)                     | 1.43 (36)                     | 1.64 (42)                     | 1.31 (33)                     | 1.08 (27)                     | 0.58 (15)                     | 0.54 (14)                     | 9.83 (250)                    |
| متوسط تساقط الثلوج إنش (سم)       | 1.7 (4.3)                     | 0.9 (2.3)                     | 0.3 (0.76)                    | 0.3 (0.76)                    | 0.0 (0.0)                     | 0.0 (0.0)                     | 0.0 (0.0)                     | 0.0 (0.0)                     | 0.0 (0.0)                     | 0.3 (0.76)                    | 0.4 (1.0)                     | 2.3 (5.8)                     | 6.1 (15)                      |
| المصدر: NOAA                      |                               |                               |                               |                               |                               |                               |                               |                               |                               |                               |                               |                               |                               |

## أعلام
- تشاك أراغون